# Sadokim
Sadokim é um bairro que se localiza no extremo leste do município de Guarulhos, na divisa com o município de Arujá.  Limita-se a leste com Arujá, a sul com a Rodovia Presidente Dutra e a oeste e norte com o distrito de Bonsucesso. O distrito ocupa uma área de 2,93 km² e conta com uma população de 4 385 habitantes.
Até 1938 o bairro era denominado como "Bairro dos Fontes" e pertencia ao município de Arujá. Mas por meio do decreto estadual nº 9.775, de 30 de novembro de 1938, passou a integrar o município de Guarulhos. O local foi renomeado como Sadokim, por conta da vila que se originou em torno da empresa de mesmo nome, a única da região até então. Em 1978 uma grande área localizada no sudeste do distrito foi loteada e recebeu o nome de Jardim Álamo, que juntamente com a Vila Sadokim são os únicos bairros do distrito.